# ファーストパーソン・シューティングゲーム

FPSの一例。『S.T.A.L.K.E.R.』のモバイル版のgif動画

ファーストパーソン・シューティングゲーム（略称：FPS、英: first-person shooter）とは、シューティングゲームの分類の一つで、操作するキャラクター本人の視点（first-person）でゲーム中の世界・空間を移動し、遠隔武器や魔法などを用いて戦うことを特徴とする。「一人称視点シューティングゲーム」とも訳される。基本的に画面に表示されるのはプレイヤーキャラクターの一部（腕など）と武器・道具のみである。これに対して、プレイヤーキャラクターの姿が見えるシューティングゲームは、サードパーソン・シューティングゲーム（英: third-person shooter、略称：TPS）と表現してFPSとは区別する。
日本での呼び方「ファーストパーソン・シューティング」は和製英語であり、英語圏では「first-person shooter（ファーストパーソン・シューター）」と呼ぶ。
『Wolfenstein 3D』（1992年）は画期的な作品であり、『DOOM』（1993年）が非常に普及し、このジャンルの火付け役となった。現在ではFPSジャンルとして広く認知されているが、1990年代半ばには「DOOM系」（英: Doom clone）と呼ばれることが多かった。作品によっては他ジャンルの要素も併せもつが（例えばRPG的にプレーヤーや武器を成長させていくなど）、前述した特徴を満たしていればFPSといえる。世界的に人気があるジャンルであり、オンラインでは常に対戦が行われている。このジャンルの性質上、リアリティの追求が求められることが多いため、最先端のコンピュータグラフィクス技術やゲーム技術の実験場にもなっている。

## 用語
リアル系とスポーツ系
さまざまな分類法があるが、たとえば旧来のFPSの多くは、そのゲーム性から「リアル系FPS」と「スポーツ系FPS」との2つに分けることが出来る。
「リアル系FPS」は実在の武器や戦場など現実を模した世界観設定がされ、キャラクターの身体能力なども現実に近いシビアな設定がされていて、索敵やチーム戦術、一撃必殺の緊張感を売りにした物などが当てはまる。
「スポーツ系FPS」は立体的なマップを縦横無尽に立ち回り、派手なアクションやスピード感を楽しむタイプのもの。
非常にテンポの早い戦闘が繰り広げられ、SFやファンタジーを題材にしているものが多い。基本的に対人対戦のマルチプレイのものが多く、一人用のストーリーモードはオマケ、もしくは全くないという作品も目立つ。いずれも、激しいスピード感を持ちながら一撃必殺の緊張感を持った物や、特殊な動作も無く移動速度も遅いが一撃のダメージは少ない物など様々である。
またいつでも「リアル系」「スポーツ系」と単純に線引きができるわけではなく、現代的な世界観やゲーム設定であるのに内容的にはスポーツタイプであったりと、スポーツ系の要素とリアル系の要素を併せ持ったようなものもある。
現在ではこの旧来の系統では分類できないタイプのFPSが非常に増えてきており、リアル系、スポーツ系の括りで語られるものは少なくなってきている。たとえば『Elebits』のように全く独自のシステム・ゲーム性を持ったものなどである。なお、作品によっては車や戦闘機が登場し、軍用車両に実際に乗り込んで戦ったり戦闘機でドッグファイトを楽しめる物もある。どちらの系統を意識してゲームが設計されたかによって、同じ種別の乗り物であっても操作感はまったく異なる。後に誰でも気軽に遊べるFPSは「カジュアル系FPS」と分類された。
シングルプレイFPSとオンラインプレイFPS
一人で遊べるシングルプレイFPSと、ネットに接続して遊ぶオンラインプレイFPS、どちらでも可能なFPSに分類することもできる。オンラインプレイFPSの中でも特に多人数が参加するものをMMOFPS（Massively Multiplay Online FPS）と分類することがある。
ヒットスキャンとプロジェクタイル
ヒットスキャン方式は弾丸が一瞬で目的地に到達する。初心者向けのカジュアルなFPSで使用される傾向にある。プロジェクタイル方式は発射体を新しい物理オブジェクトとして生成する。風圧・摩擦・重力・温度などを計算することができる。手榴弾やロケット弾といった武器が登場するようになった。現在ではほとんどのゲームエンジンで両方が取り入れられている。
Time to kill（TTK）
敵を撃ちはじめてから倒すまでの時間の長さで分類することができる。TTKが短い例として『Counter-Strike: Global Offensive』が挙げられる。
ラン＆ガン スタイル
走り回って銃を撃つことが中心となるFPSである。『Wolfenstein 3D』や『コール オブ デューティ』などがその例である。
追加ダウンロードコンテンツ
FPSにおいても追加ダウンロードコンテンツ（DLC）は有力な資金源となっており、銃のパーツやキャラクターのアクセサリーなどが対象となっている。ソフト購入後も利益が見込めるなどの観点から、2000年代後半頃よりDLCを用意するゲーム開発会社が増えた。だが中にはDLC無しでは内容の薄いものやDLCの購入が前提となっているもの、全て揃えるとパッケージソフトの金額を超えるもの等もあり問題視もされている。

## 歴史
前史 / 始祖

「1973年にアメリカで発表された『Maze War』、1974年に同国で発表された『Spasim』が始祖」とも言われる（ただし『Spasim』は一種のフライトシューティングであって、狭義でのFPSではない）。日本の作品ではシューティングではないがシステムソフトの『SeeNa』などがある。
しかしながら、上記は1985年の『The Eldolon』のような一人称視点搭乗型シューティング、1987年の『Dungeon Master』のような一人称視点のリアルタイムRPG、1990年の『Wing Commander』などの一人称視点宇宙戦闘機ものへと枝分かれする以前のもので、さらに分離発展した形態であるFPSからすると「原点」であり、厳密にはFPSの元祖というよりバーチャルリアリティゲームの元祖といえる。
1990年代

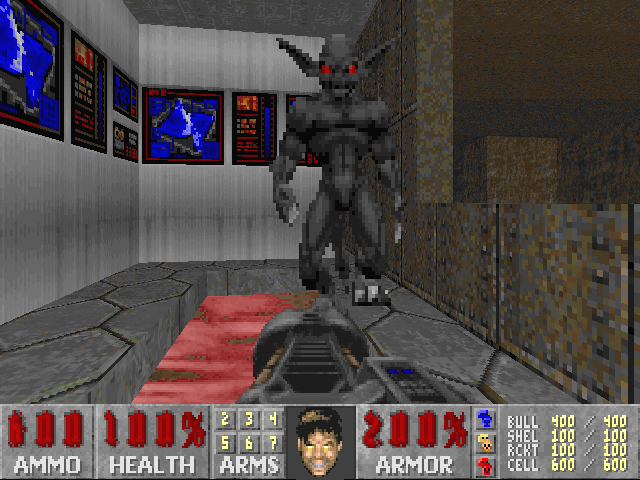
90年代前半のFPS技術で作られている「DOOM」の画面（『FreeDoom』より）。画像処理はテクスチャマッピング止まりで影などはあらかじめテクスチャに焼き込まれている。ポリゴンは垂直面と水平面だけ。視線（カメラ）の高さは固定で向きも水平方向のみ。射撃などの攻撃は方向（x軸）が合っていれば命中扱いになる。モンスター等は一見すると3次元オブジェクトに見えるが、実際はビルボードである。

1991年、id Softwareが自社の迷路ゲームであった『Hovertank3D』（1991年）の技術を発展させた『Catacomb3D』（1991年）は現在のFPSと変わらない仕組を確立しており、この作品が現在のFPSの原型ともいえる。
そしてid Softwareが1992年に発表した『Wolfenstein 3D』によってFPSというジャンルが確立され、そして1993年に同社が発表した『DOOM』の世界的ヒットにより、FPSは一気にゲームジャンルとして定着、その後は「DOOMクローン」と呼ばれる類似品が多数出回るようになる。
この頃のFPSは主にパソコンの性能の限界のために、マップが水平か垂直な面のみから構成されたり、事前の処理によるバイナリ空間分割を利用しているためマップの大きな変形に制限があった。また敵などの物体はスプライトを用いたビルボードと呼ばれる擬似3D手法で描かれ、視点と視線は立ち位置の正面水平方向に固定されて上下方向の概念が無いなど、制限も多かった。
また、1995年には『Wizardry』で有名なDavid W. BradleyがRPGとFPSの融合を目指し、ストーリー性を重視した『Cybermage』を発表するなど、様々なジャンルで活躍したゲーム開発者が多数FPS開発に参加し、またその技術をRPGなどに転用するなど技術革新が進んだ。またあまりのブームで粗製濫造され、PC/AT互換機用に大量のFPSが製作された。
一方Macプラットフォームでは、Macintoshの利用者のマーケットがPC/AT互換機ユーザーと異なる点、またソフトウェア開発メーカー自体が少ないなどの問題から作品数は小数にとどまった。しかし、Bungie Softwareが1993年に『Pathways Into Darkness』、1994年には『Marathon』シリーズを発表。このゲームは最初にマウスで上下左右自由に視点を変えることができた。玉石混淆のPC/AT互換機と違い、きわめて優良な品質のFPSが登場したため、Macユーザーの間でもFPSの認知度が広まった。だが市場が小さいMac市場ではFPSはその後もほとんど出なかった。しかし、Bungie Softwareの『Marathon』シリーズはPC/AT互換機で多数登場したFPSと比べても非常に優れており、世界的に知られることとなった。
1996年には3D Realms社の『Duke Nukem 3D』が登場。『Duke Nukem』は殺伐とした殺傷ゲームであったFPSにお笑いの要素を盛り込み、FPSの幅を広げた。『Duke Nukem』のクローンも『Blood』のようなホラーから『レッドネックランページ』のようなギャグFPSなど多岐にわたった。
「完全3D」のFPSが初めて作られたのは、1996年にid Softwareから発売された『Quake』によってだとされる。ただし『Quake』でも一部武器には上下方向のみ自動照準が作動するようになっており、これは当時マウスによる照準の操作が一般的でなく、上下方向の振り向きもキーボードで行っていた人への救済処置である。1997年発売の『Quake2』では敵キャラクターがある程度防御もするようになり、そのアイデアは画期的だったもののまだ実際の動作は単純であった。
1998年にEpic Games社から発売された『Unreal』は、Unreal Engineにより美しいグラフィックを作りだし、さらにまるで人間が操作しているかのような知的な敵AIは当時としては革新的で、その後のFPSの発展に影響を及ぼした。さらにリアリティを徹底的に追及されたこの作品は世界中で絶賛された。
1998年末に発売されたValve Software社の『Half-Life』は、敵AIの素晴らしさやゲーム性の高さ、しっかりとしたストーリー性と緊迫感のあるゲームバランスから高い評価を受けた。このように『Quake』『Unreal』『Half-Life』の三本は現代のFPSの原型となった作品とも言われる。
他にもFPSの在り方を変えた存在としてシングルプレーをマルチプレーと同様の物とし、シングルプレーよりマルチプレーをメインとしながらヒット作となった『Unreal Tournament』、『QuakeIII』（共に1999年発売）や、元はHalf-lifeのMODで有りながらゲームシステムを完全に改変した『Counter-Strike』なども挙げられる。
2000年代

2002年には、Xbox用ソフト『Halo: Combat Evolved』が発売。米Interactive Achievement Awardsで「GOTY」を受賞した。
2002年、PC版『バトルフィールド1942』が米Interactive Achievement Awardsで「GOTY」を受賞。
2002年、ゲームキューブ用『メトロイドプライム』がGameRankingsで96.33%の評価を得た。米GDCアワードで「GOTY」を受賞。 
2003年、PC版『コール オブ デューティ』が英国アカデミー賞ゲーム部門の「ベストゲーム賞」、米Interactive Achievement Awardsで「GOTY」を受賞。 
2004年には、PlayStation 2、Xbox用にコール オブ デューティ ファイネストアワーが発売。
2004年に、PC版『DOOM3』，『ハーフライフ2』，『Far Cry』の3作品が登場。これらはプログラマブルシェーダや物理演算を駆使した新規開発のエンジンを搭載し、以前のゲームと比較して格段にリアルな映像を実現するなど画期的な作品だったが、同時にPCスペックに対する要求も格段に厳しくなった。『DOOM3』は、英ゴールデンジョイスティックアワードで「GOTY」を受賞。『ハーフライフ2』は、英国アカデミー賞ゲーム部門の「ベストゲーム賞」、米GDCアワード、米Interactive Achievement Awardsで「GOTY」を受賞した。
2005年、PlayStation 2用『KILLZONE』、『バトルフィールド2 モダンコンバット』が発売。
2007年、『BioShock』が英国アカデミー賞ゲーム部門の「ベストゲーム賞」、米Spike Video Game Awardsで「GOTY」を受賞。
2008年、『コール オブ デューティ4 モダン・ウォーフェア』は当時の「最もプレイされているオンラインビデオゲーム」となり、英ゴールデンジョイスティックアワード、米Interactive Achievement Awardsで「GOTY」を受賞した。
2009年8月、Xbox 360専用ソフト『Halo 3』は、FPSで初めて全世界で1000万本を突破した。
2010年代
2010年1月、PlayStation 3専用『MASSIVE ACTION GAME』が家庭用ゲーム機で256人対戦を実現した。
2010年、『Left 4 Dead 2』は当時の「協力型シューターで最も売れたソフト」となった。
2011年7月、iPhoneで初めてオンラインで対戦可能なFPSが配信された。
2011年、『バトルフィールド 3』が合計60以上のアワードを受賞し、当時の「最多受賞のFPS」となった。
2012年3月、『コール オブ デューティシリーズ』は当時の「最もプレイされているシューター」となった。
2012年、家庭用ゲーム機で初めて基本プレイ無料のFPSが配信された。
2013年6月、『コール オブ デューティシリーズ』は当時の「FPSで最も売れたシリーズ」となった。
2014年4月、『タイタンフォール』は当時の「オンライン専用シューターで最も売れたソフト」となった。
2014年7月、『コール オブ デューティ モダン・ウォーフェア3』は当時の「最も売れたシューターのソフト」、『コール オブ デューティシリーズ』は当時の「PlayStation 3、Wii、Xbox 360で最も売れたシューターのシリーズ」となった。
2014年、『Destiny』が英国アカデミー賞ゲーム部門の「ベストゲーム賞」を受賞。
2014年、『コール オブ デューティシリーズ』と『バトルフィールドシリーズ』が「FPSの2大巨頭」とされた。
2015年4月、『コール オブ デューティ モダン・ウォーフェア3』が当時の「Xbox 360で最も売れたシューターのソフト」、『コール オブ デューティ ブラックオプスII』が当時の「PlayStation 3で最も売れたシューターのソフト」となった。
2015年4月、第一次世界大戦を舞台としたリアリスティックなFPSが初登場。
2016年1月、『レインボーシックスシリーズ』は当時の「squad shooterで最も売れたゲームシリーズ」となった。
2016年1月、『カウンターストライク グローバルオフェンシブ』は当時の「タクティカルシューターで最も売れたゲームソフト」となった。
2016年3月、ハリウッドで開催された「Halo World Championship 2016」は賞金総額が250万ドルに達し、当時の「FPSのeスポーツトーナメントで最大の賞金総額」となった。
2016年11月、『コール オブ デューティ ブラックオプスIII』は、当時の「PlayStation 4およびXbox Oneで最も売れたゲームソフト」となった。
2016年、中韓で人気が高い『クロスファイア』は、当時の「最もプレイされているマルチプレイヤーオンラインFPS」となった。
2016年、マルチプレイヤーオンラインバトルアリーナと『Team Fortress 2』のキャラクターの魅力を受け継いだ「ヒーローシューター」が誕生し、多様なスタジオからリリースされた。同ジャンルの『オーバーウォッチ』は米国のD.I.C.E. Awards、GDCアワード、The Game Awardsで「GOTY」を受賞した。
2017年、PlayStation VR用『Farpoint』（ファーポイント）とPlayStation VR用シューティングコントローラーが同時発売。入手しやすく安定したコンシューマ機でVR FPSを実現し高く評価された。
2017年7月、『Left 4 Dead 2』はSteamで17万7千人以上から肯定的なレビューを得て、当時の「Steamで最も好まれているFPSソフト」となった。
2019年、クロスプレイに対応したFPSが登場した。
2020年代
2020年3月、『カウンターストライク グローバルオフェンシブ』は当時の「FPSで最も売れたソフト」となった。
2020年、『コール オブ デューティシリーズ』は29作品がリリースされ、当時の「FPSで最も作品数が多いシリーズ」および「FPSで最多出荷本数のシリーズ」となった。
2021年4月、『コール オブ デューティシリーズ』は当時の「FPSで最も売れたシリーズ」となった。
年表

記事末尾に、「代表的作品のリスト」を発表年とともに、やや年表的に掲載した。

## PC版

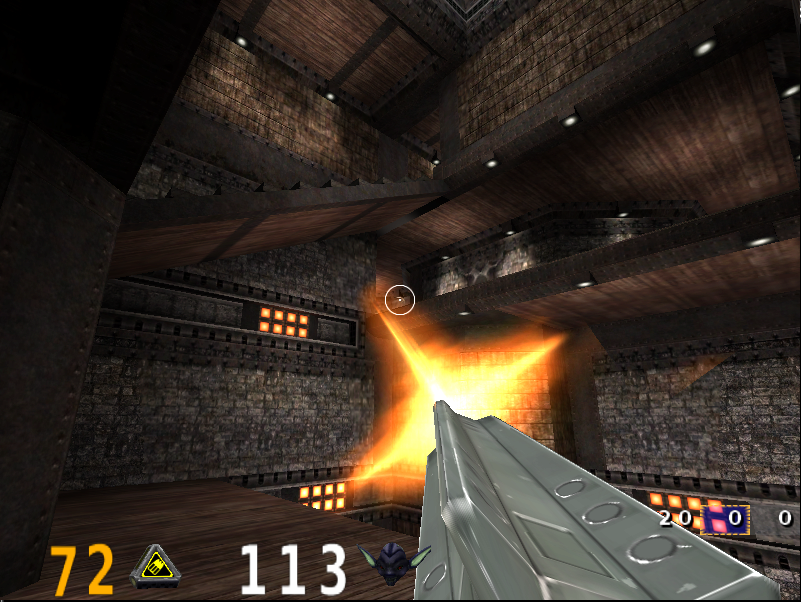
『OpenArena』のゲーム画面。

### FPSに求められるPC性能
FPSだけに限らず、3DCGを用いたPCゲームはより美しい映像であるほど評価が高く、結果としてその映像表現を実現するため、実行するコンピュータで非常に高い性能が要求される。グラフィックの美麗さを求めるあまり、最近ではゲームの発売時に存在しうる、高性能のPCをもってしても、グラフィックの品質を「最高」の設定にして遊ぶのは困難な作品まであり、平均的な性能のPC（ビジネス用途のPCなど）では、グラフィックの品質を「最低」の設定にしてもフレームレートが低く、まともに動作しない作品もある。
最初の「当時の最高スペックのPCでまともに動作しないゲーム」は初代『Unreal』（1998年）と言われている。これは当時のEpicのスタッフ側が最先端の技術を盛り込むことを最重要視していたためで、一般消費者の入手しうる高スペックのPCでも動作が重いゲームであった。
ゲームの質を消費者の基準に合わせて落とすのではなく、ゲームの質に消費者がコストをかけるというメーカーの姿勢は当時も今も変わらない。ただし『Unreal』はSavage4やTNT2といった当時のDirect3D対応ビデオカードでは非常に重かったものの、Glide対応の3Dfx社のVoodoo2かVoodoo3であれば最高画質でも軽く快適に動作するなど、決して消費者を置き去りにしていたわけではなく、ゲーマーの常識的判断でビデオカードをチョイスしていればプレーは問題ないよう考慮されていた。前年発売の『QuakeII』も相当重いゲームであったが、こちらもOpenGL、Direct3D、GlideのAPIが選べるようになっており、ビデオカードの選択次第で重くも軽くもなるように選択の余地が与えられていた。こういった高性能を要求するFPSは雑誌などで頻繁にベンチマークソフトとして使われており、初期の頃から高いコンピューターシステムを必要としていた事が窺える。
また、これらはゲームの発売後により高性能なハードウェアが開発・発売されることを意識して開発され、一種のゲームの延命措置や話題作りの一つとして意図的に行われている物も中には存在する。

## 家庭用ゲーム機版

### 歴史
家庭用ゲーム機での最初のFPSは、1994年2月10日に日本で発売された『Wolfenstein 3D』のスーパーファミコン版である。ファミリーコンピュータやメガドライブ、スーパーファミコン等（第3〜4世代）、現在と比較して非常に低機能の機械上でも極少数リリースされていたが、本格的に生産されるようになったのはPlayStationやセガサターン、NINTENDO 64などの3DCGを利用可能なゲーム機が登場した1990年代中盤以降（第5世代）からである。
なお、操作を事実上照準と射撃に限定したガンシューティングは、FPSの登場以前から一定の人気を博していた
1997年にNINTENDO 64でリリースされた『ゴールデンアイ 007』は画期的な作品となり、家庭用ゲーム機における火付け役となった。マルチプレイヤーは、友人やいとこと同じソファに座り、画面分割で対戦するという体験を提供した。この作品はInteractive Achievement Awardsのゲーム・オブ・ザ・イヤーを獲得し、その続編的な『パーフェクトダーク』もヒットした。
大規模に家庭用ゲーム機でFPSが作られるようになったのは第6世代機となる初代Xboxの『Halo: Combat Evolved』以降である。この作品は海外ではXboxとロンチで、そして日本では当時売り上げ不調だったXboxのキラータイトルとして大々的に宣伝され、売り上げ本数が世界で500万本を突破するまでに至った。
2000年代中盤には第8世代機に入り、Xbox 360やPlayStation 3等の家庭用ゲーム機の高性能化が進み、家庭用ゲーム機向けにFPSが移植・開発されるケースが増え始めた。ゲーム開発者側からは、家庭用ゲーム機は（基本的には）性能が完全同一であり、PC版のようなスペックやグラフィックボードなどの違いによる、予想外の不調が起きないので、その意味でPC版よりも優れている。市販されている筺体を用意して、プレーヤーと同じ環境でテストすることができ、ユーザに提供できるゲームの質が正確に予想できる、などのメリットがあるという声も出ている。2007年9月にXbox 360で発売された『Halo 3』は、FPSジャンルにおいて初めて1000万本を売り上げた作品となった。

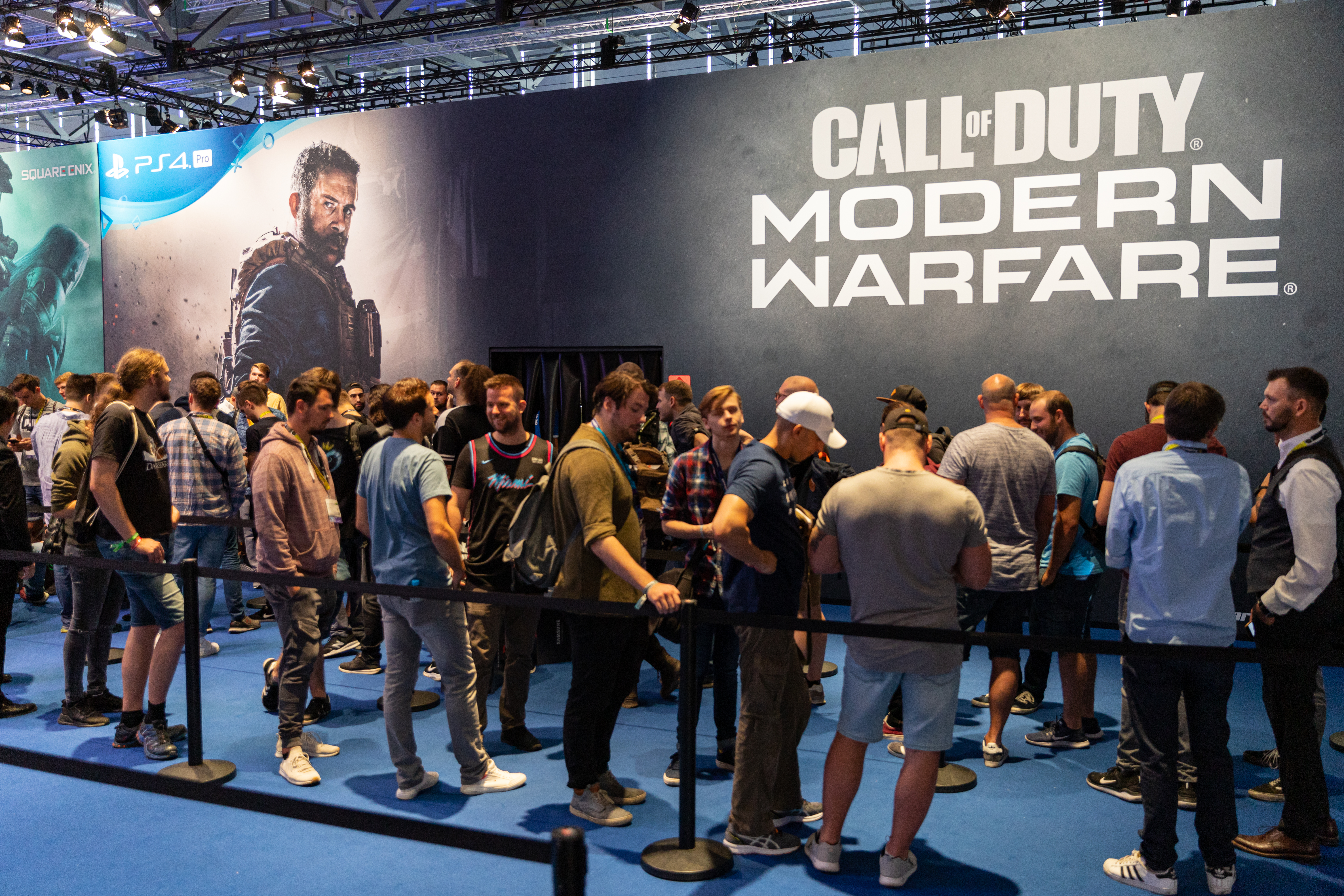
ゲームズコム2019で展示されるPlayStation 4版『コール オブ デューティ モダン・ウォーフェア』。

特に家庭用ゲーム機の『コール・オブ・デューティシリーズ』および『バトルフィールドシリーズ』は特筆すべき作品である。
コール・オブ・デューティのほうは、4作目（『コール オブ デューティ4 モダン・ウォーフェア』）以降よりコンシュマー版の売り上げが好調になり、後の続編である『モダン・ウォーフェア2』や『ブラックオプス』といった作品が大ヒットしたことで、FPSゲームが家庭用ゲーム機に流入するようになった。2010年代には、『コール オブ デューティ モダン・ウォーフェア3』や『コール オブ デューティ ブラックオプスII』、全世界で4300万本を突破した『コール オブ デューティ ブラックオプスIII』において家庭用ゲーム機版が売り上げの過半数を占めた。

### 家庭用ゲーム機専用のFPS
任天堂ゲーム機
- ゴールデンアイ 007
- パーフェクトダーク
- メトロイドプライムシリーズ
- メダル・オブ・オナー ヒーローズ2

PlayStationシリーズ
- Medal of Honor（日本未発売）
- Medal of Honor: Underground（日本未発売）
- メダル・オブ・オナー 史上最大の作戦
- KILLZONEシリーズ
- Call of Duty: World at War - Final Fronts（日本未発売）
- BLACK
- RESISTANCEシリーズ
- MASSIVE ACTION GAME

Xboxシリーズ
- パーフェクトダーク ゼロ
- Halo 3
- Halo 3: ODST
- Halo:Reach
- Halo 4
- Halo 5: Guardians

マルチプラットフォーム
- メダル・オブ・オナー ライジングサン
- メダル・オブ・オナー ヨーロッパ強襲
- メダル・オブ・オナー ヴァンガード
- TimeSplittersシリーズ
- コール オブ デューティ ファイネストアワー
- コール オブ デューティ2 ビッグ レッド ワン
- コール オブ デューティ3
- バトルフィールド2 モダンコンバット
- バトルフィールド：バッドカンパニー
- バトルフィールド 1943
- アーバンカオス
- ザ・ダークネス
- シンギュラリティ

PlayStation VR用
- Farpoint
- Firewall Zero Hour

### 家庭用ゲーム機の操作方法
家庭用ゲーム機では、基本的に照準操作はアナログスティックやジョイスティックなどを使って行う。
家庭用ゲーム機版では、「エイムアシスト」や「オートエイム」といった機能を取り入れているものが多くある。エイムアシストは、攻撃できる対象が照準の付近を通過すればプレーヤーがそれを狙おうとしているのだ、とプログラムが判断する機能である。オートエイムは特定のキーを入力するたびに付近の敵に照準を自動で付けるシステムを指す。これらの機能は、現在では大半のゲームで、「設定」画面で　ON / OFFにする事ができる。
なお、家庭用ゲーム機がアナログスティックを備えていなかった時代では問題が多かった。1997年にPlayStationでアナログスティックを2つ搭載したコントローラーが登場し、2001年にXboxで発売された『Halo: Combat Evolved』にて、コントローラーの左のアナログスティックで移動して右のアナログスティックで照準を動かす操作方法が誕生した。2005年頃までにコントローラーで定番の操作方法となった。
- ジョイスティック
- PlayStation 2のDUALSHOCK 2。振動機能や2つのアナログスティックが備わっている。
- XboxのコントローラS。
- Wiiリモコン
- PlayStation VR用シューティング・コントローラー（写真左）。これを用いると本物の銃と同じようにプレーヤーは自分の身体全体を使って構えて撃つことができる。
- Xbox Series X/Sのコントローラー。
- PS5のDualSense。

## FPSのネットワークプレイ
FPSにはネットワークを介した対戦モードが搭載されていることが多い。一回のゲームプレイ時間が他のゲームジャンルと比べて20分〜1時間程度（ゲームのルールによって異なる）と比較的短い上に、ネットワークRPGと違ってレベルを上げたりアイテムを集めるといったことをしないことが多い。
一般のゲームではネットに接続しないで1人、もしくは同一ハードを利用した多人数プレイを「オフラインプレイ」、ネット接続での多人数プレイを「オンラインプレイ」というのが一般的である。一方、PCを発祥とするFPSでは、1台のPCで2人以上のプレイができないことや、LANによるオフラインかオンラインかよく分からない状況が存在すること、また本格的にGUIからの多人数プレイをサポートした『Quake』での表記法より、伝統的に1人でストーリーモードをプレイすることを「シングルプレイ」、ネット接続やLANでの多人数でプレイする事を「マルチプレイ」と呼称する。ゲームによってはシングルとマルチで全く別のチューニングを施されているため、シングルとマルチは単純に同じゲームではない物も多い。

いわゆるボードゲームやカードゲームとは違い、運による要素がせいぜい「最初に登場する位置」「復活時に登場する（リスポーン）位置」「アイテムの出現タイミング」程度しかないものが多く、プレイヤーの腕前が顕著に出るジャンルである。2007年現在、世界で最も遊ばれているネットワークゲームのジャンルの一つといわれている。

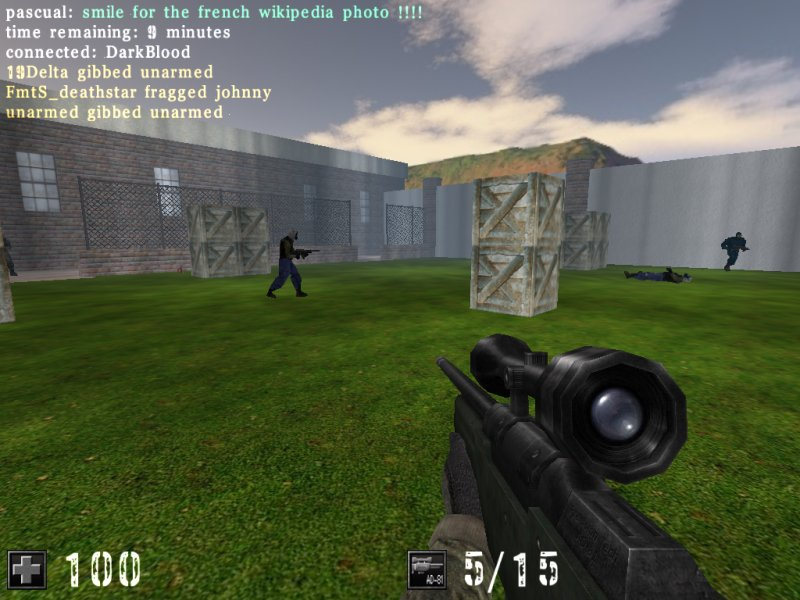
対戦ゲームでも基本の操作は変わらない。

最近ではネットワーク対戦モードが搭載されたFPSのほうが多く、シングルプレイヤーに特化したFPSは縮小傾向にある。
FPSの対戦は腕前が顕著に出すぎてしまうという点で、新規プレイヤーが古参プレイヤーに対抗できずにやめてしまう人も多い。これは、初心者に対する救済措置が少ない作品がほとんどであることも影響しており、強くなるには少しずつでも習熟するしか方法はない。逆にある程度複数のFPSを経験した者は、別の作品の対戦に入り込んでも割と良い戦績を残せる事も珍しくない。
人気のゲームであれば日本国内に置かれているサーバーが多数存在し、サーバー間の距離による応答遅延はさほど感じないプレーが出来るが、国内で正式に発売されていなかったり、マイナーなゲーム、さらにはネットコードがLANに最適化されすぎ、応答遅延やパケットロスに弱いゲームであると、オンライン上ではまともにプレイできないゲームも存在する。また、言葉の壁にぶつかるケースもある。
PCゲームでは細やかな映像オプションが搭載されているため、よほど低性能のPCで高世代のゲームをプレイしようとしない限りはマシンスペックの差異はそこまで極端に発生しないようになっている。そのため、余計に腕前や契約している回線とプロバイダに勝敗が左右されてしまう傾向が強い。クライアントマシンとサーバ間のネットワークのラウンドトリップタイム（以下RTT。使用するユーティリティpingから、若年層のFPSゲーマを中心に、RTTの値を指して俗にping値と呼ばれる）が、決定的な差となる場合が多い。
たとえば日本国内のサーバ・日本国内のプレイヤ同士の場合で、最短と最長の差が50ミリ秒程度になることがある。RTTの短い（俗にpingが低い）環境のプレイヤはRTTの長い（pingが高い）環境のプレイヤの50ミリ秒分の未来を見ていることになり、突き詰めた勝負ではそのコンマ数秒で勝ち負けが決まってしまうこともある。そのため、拮抗した実力を持つプレイヤー同士のプレーになるとネットワーク環境が優れている、もしくは有利な地域から接続しているプレイヤーのほうが有利に働いてしまう傾向にある点は否めない。
この接続環境によるタイムラグを比較的意識させないゲームプログラムの組み方を行っている作品も多く見られ、例えば旧来のゲームでは「実際に敵が見えている位置よりも未来を予測した位置に銃弾を発砲する」必要がある作品も珍しくなかったが、最近では「自分が見ている敵に実際に弾丸が当たっていれば相手の実際の位置に関係なくダメージが通る」というシステムを取り入れている作品も珍しくない。しかし後者のシステムを取り入れたとしても通信ラグは完全に緩和されるわけではなく、例えば自身は完全に壁の裏などに逃げ込んだつもりでも、敵からはまだ壁に向かって走っているように姿が映るため、その状態を撃たれてしまったり、ほぼ同時に撃ち合ったのに自分だけが一方的にダメージを受けて負けてしまうという矛盾した問題が発生する事もある。

### 不正なゲームプレイやサーバー
ゲームシステムを無理やり改変して、ダメージを受けない無敵チート・壁を突き抜ける弾丸（壁貫通チート）・透視能力（ウォールハック）・通常では不可能な高さの跳躍能力や移動速度を不正に可能にするチート(高速化チート)・敵に自動で照準を合わせたり・発射された弾丸が敵を追尾するチート（オートエイム、ホーミングチート、AIM BOT）・ゲームパッドでしか得られないエイムアシストをマウス操作で有効化するコンバーター・その他不正にプログラムを改変し不正行為を行うユーザーなど、ゲームバランスに大きな悪影響を及ぼすものが多く、問題視されている。
そのためほとんどのゲームがPunkBusterやGameGuardに代表されるアンチチートソフトを導入しているが、代替アカウントや無関係のプレイヤーから乗っ取ったアカウント使用していることも多く、いたちごっこのような状態となっている。
近年でも、SNS間でのチートプログラム販売や導入代行などが後を絶たず、根本的な解決には至っていない。
一方、ゲームサーバーによってはそのようなありえないゲームバランスを最初から導入し、その混沌とした様をサーバーに接続した全員、もしくは限られた数人で楽しむプレイスタイルも存在する。
ちなみにゲームサーバーによって加えられたそのような改造は、基本的にはゲームクライアントに不正な改変が加えられるわけではなく、接続したそのサーバーだけに発生する仕組みのものがほとんどである。悪意をもって開設された物でない限りは、ログアウトして他の普通のサーバーに接続すれば、再インストールなどは不要で通常の状態に元に戻るのが大半である。

### MMOFPS
オンラインゲームのFPSの中で、特に多人数が同時に仮想空間を共有するものをMMOFPSと呼ぶ。通常のFPSのネットワーク対戦よりもさらに多数のプレイヤー（時に数百人〜数千人規模）が恒常的に展開される仮想空間にいつでも参加してプレイできるタイプのゲームである。これはMMO（Massively Multiplayer Online、多人数同時参加型オンライン）と呼ばれるサーバー通信システムを取り入れたFPSである。
ただしMMOFPSは遅延が発生しがちなところが致命的な問題点である。MMO方式は、通常のFPSの少人数によるネットワーク対戦よりもさらに多数のプレイヤー（時に数百人〜数千人規模）が恒常的に接続しサーバはそれだけのプレーヤのデータを同時処理しなければならないので、処理遅延が頻発する。MMORPGと違いFPSでは高速で弾丸が飛び交うため、ほんの0.5～2秒程度の遅延でもゲームとしては致命的となってしまう。現在は10年以上に渡りサービスを提供中の『Planetside2』が存在しているが、他のものはほぼ終了しており、新たなMMOFPSを制作する企業もいない状況である。

## FPSの競技化、スポーツ化
エレクトロニック・スポーツ（e-Sports）でFPS競技が最初に行われたのは1993年12月10日のことで、『DOOM』が「マルチプレーヤー・デスマッチ・ゲーム」方式で行われた。1997年には、Cyberathlete Professional League（CPL）で、FPSとして初めて『Quake』（TCP/IPに対応したマルチプレイのゲームの元祖）の競技が行われた。その後、『Quakeシリーズ』や『カウンターストライクシリーズ』、『コール オブ デューティシリーズ』などの多くのFPSがe-Sportsの競技種目となった。
国内ではレッドブルがe-Sportsの大会としてRed Bull 5Gを開催している。FPSの競技タイトルとして『バトルフィールド3』が使用された。また、CyACが『カウンターストライク』や『コール オブ デューティシリーズ』、『Warsow』などのオンライン大会やオフライン大会を定期的に開催している。

## ゲームエンジンの開発と利用

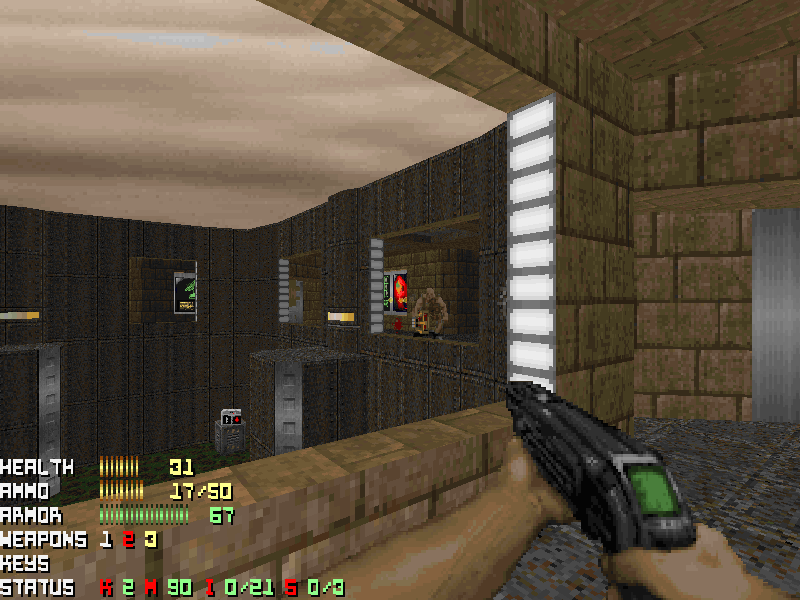
初期DOOMエンジンを使って製作されたフリーソフト『Free Doom』のゲーム画像。

FPSゲームは、基本的に基幹部となる「ゲームエンジン（以下「エンジン」）」を最初に構築してから製作される。前述したようにFPSやTPSはリアルな表現や派手なエフェクトの表現を数倍必要としたジャンルであり、ゲームエンジンのデモ作品としては切っても切れない縁となっている。
製作の際、リリースするOSの開発元や、グラフィックボードの開発会社、ゲーム機の販売元等と技術提携して開発を進める場合が多い。最初の例は3dfx社からの技術提携を受けた『Quake』とされており、『Farcry』は元々NVIDIA社のプレゼンテーションとして製作されていたが、完成度が高いためにそのままゲーム化されたり、『Half-Life2』はそれ自体がATI社の技術デモと言われるなど、特にグラフィックボードメーカーとは密接な関係がある。
ゲームエンジンは「DOOMエンジン」「Quakeエンジン（公式ではあるが愛称。正式名称は「id TECH」エンジン）」「Unrealエンジン」など、最初にそのエンジンを利用して作られたゲームから名前をとられることが多く、新作が公開されてエンジンそのものがバージョンアップすると「Quake3エンジン」、「Unreal Engine3」などナンバリングが変更される場合がある。また、例外もあり『Half-Life』に用いられたエンジンはGoldsource（これは初代Quakeエンジンを大幅に改造した物であり、日本では主にHalf-Life Engineと呼ばれる）、その後継品であるSource Engineや、Lithtech Engineなど、最初期リリースのゲームソフトとはまったく無関係の名称を与えられているケースもある。『コール オブ デューティシリーズ』のように『Return to Castle:Wolfenstein』のエンジンを元にしているが、別にエンジンに名前を付けていないメーカーも存在する（『RtCW』がQ3エンジン改のため、『CoD4』のエンジンもSourceエンジン同様Quake系エンジンではある）。
最近ではそれらゲームエンジンシステムを用いて作られた作品は「○○エンジン使用」と宣伝するのが通常であり、どのゲームエンジンを用いてそのソフトが製作されたのかという事は、そのゲームのデザインやシステムと同等の注目度となっている。しかし、たとえどのようなゲームエンジンを使っていようが、結局はその作品が真に楽しめるものでなければ売り上げに直結する要素とはなりえない。実際「有名エンジン使用!」と宣伝したが本数が出なかったソフトは多数存在する。

### 基本概念
ゲームエンジンは「映像処理」「音声処理」「データ管理」「入力・出力方法」「物理処理」「ネットワーク処理」「AI」といったゲーム製作に必要な骨組みが整備された一種のミドルウェアである。ゲームエンジンはそのエンジンの規則にしたがって作られたプログラム（スクリプト）や3Dモデル、グラフィック、音声といったデータを読み込み、ゲームとして動作させる。当然ながらエンジンの種類によって映像処理法やデータの管理方法、その他の機能には違いがある。同じグラフィックデータや音声データを用いてゲームを製作しても、エンジンによって見た目は大きく変わる。また、人間の表情を高度に表現できるエンジン、大量のオブジェクトの表示に特化したエンジンなど、それぞれに特色がある。

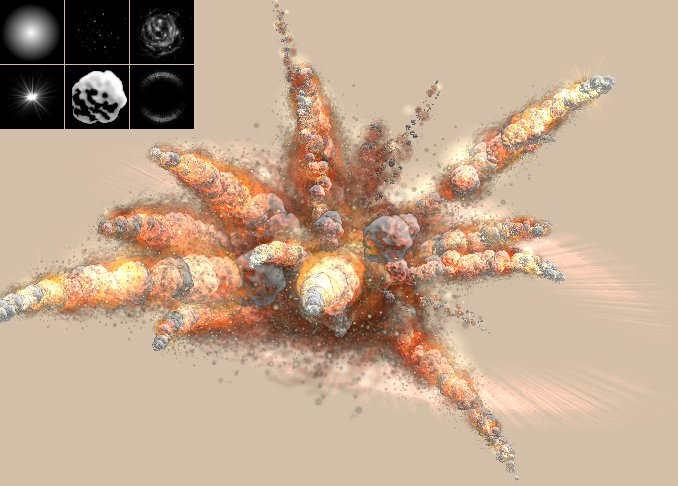
同種のエンジン（エンジン自体は上記のと異なる）を用いて作られた爆風のデモ映像。

こうしたエンジンを利用すれば、ゲーム基幹部の開発にかける開発費や時間・労力を節約できる。このため、エンジン開発を行ったゲームの続編や拡張パックの製作に利用されたり、他社がエンジン利用のライセンスを購入して元のゲームとはまったく関係のないゲームを開発・販売する事がある。続編や拡張パックの開発であれば、ライセンス料すら必要なく（自社の財産であるため）開発費・開発期間を削減できるというメリットがある。エンジンのライセンスを購入するゲームソフト会社にしてみても、ライセンスの取得に初期投資は若干かかるものの、プログラムを一から作るよりは数段低い開発リスクでゲーム製作ができるというメリットがある。ただ、近年ではこのエンジン自体の開発が遅れたり、エンジン自体に問題がある、契約内容に問題があるなどで、訴訟問題に発展することもある。

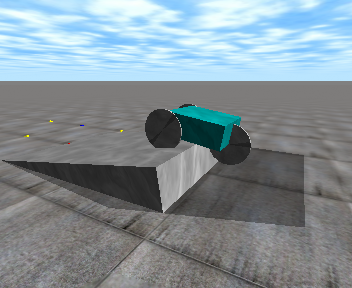
物理演算エンジン（画像はODE）を用いて作られたデモ映像。FPS用に作られたエンジンではない。

最近では、エンジンの販売を重要な目的と位置づけ、ゲーム自体の販売による利益はもちろんだが、エンジンの性能をアピールするための広告塔としてゲームを開発し発売する、といった方法を取る企業が増えている。パソコンや家庭用ゲーム機間の移植性の高さ（クロスプラットフォームと言う）をアピールするエンジンも多く、実際、パソコン版として発売されたタイトルが家庭用ゲーム機に移植されたり（その逆のパターンもある）、多機種で同時発売されることも多い。

### FPS用ゲームエンジンの応用
こうしたエンジンは本来FPS用に製作されたものだが、TPSをはじめ、パズルゲームやフライトシミュレーター、ロールプレイング、リアルタイムストラテジー、レースゲームなど、知識と応用しだいでジャンルに関係なく様々なゲームを製作することができる。エンジン利用のメリットがあるかは別として、2Dゲームを作ることも可能であるし、極論を言えば（そのエンジンが高機能ならば）ゲームとはまったく無関係のワープロソフト等を作ることも可能である。
場合によってはエンジンの内容を一部書き換えてバージョンアップしたり、オリジナルのコードを書き加えて改造する事もある。こうしたエンジンのソースコードは、機能ごとに高度に分離されていることが多く、グラフィック部分のみを強化したり、ネットワークコードのみを製作中のゲームに最適化したり、ということが容易にできるようになっている。
また、あまり3DCGに関する知識を有していなくても、比較的簡単に3DCGを使ったコンテンツを製作することが出来る点から、これらエンジンはコンピューターソフトウェアに限らない用途にも利用されている。具体例としては、ゲームの素材を利用してCG映画を作るマシニマ（Machinima）などが挙げられる。海外では大学の卒業研究の題材としてFPSのエンジンを用いた映像製作やゲーム製作に取り組んだ例もある。
マシニマにおける特に有名な作品例として、海外の『レッドvsブルー』（Red vs.Blue）というものがある。この作品はマシニマのエンジン（母体）である『ヘイロー・シリーズ』の開発元であるバンジースタジオ公認の存在で、海外ではかなりの知名度を誇る。また、『Halo 2』の特典DVDにおいて彼らの活動記録が収録されており、ゲームを用いたムービー、つまりマシニマの存在がより有名になった理由のひとつと言えるかもしれない。
マシニマに似た物としてフラグムービーと呼ばれる物がある。これは一般スポーツのスーパープレー特集に似た物であり、高難易度のフラグシーンをまとめ、音楽と併せてムービー化する物である。

### Modの作成
ゲームエンジンの一部もしくはそのすべての仕様や、開発用のツールキット（SDK）が一般に公開されている場合は、それを利用してModを製作する事ができる。それらを用いれば、開発元の会社とは一切無関係な一般的なゲームユーザーがマップやキャラクター（スキン）を追加したり、ゲームの内容そのものをまるきり変更してしまうこともできる。

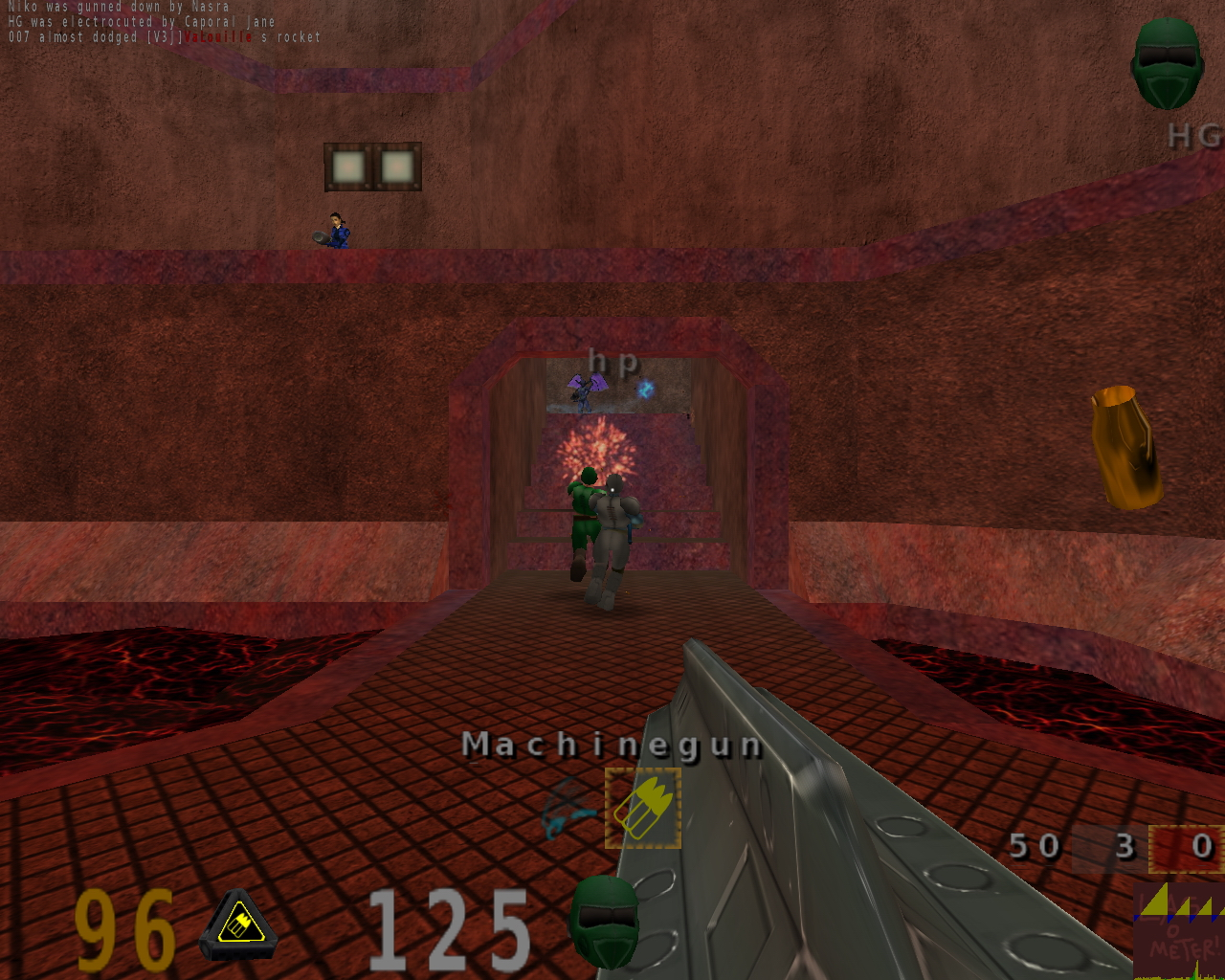
現在フリー化している『Quake III:Arena』のゲームエンジンを用いて製作された『OpenArena』のスクリーンショット。

特に『Half-Life』（Goldsource）では改造Modが他のタイトルよりも多く出回り、その中でも『Counter-Strike』と呼ばれるModはゲームシステムを根本から改変した物として有名で、各界も含めてModの代名詞的な作品として認知されている。
これらModはユーザーにとってゲーム自体をいじって楽しめるし、開発側にとっては発売後もユーザーの手によって拡張され続けることでゲームの陳腐化の速度が遅くなるというメリットがある。ただし開発側は相応に変更しやすいようシステムを構築しておかねばならず、その手間だけはデメリットの一つと言える。
大会をスムーズに進行させる為に作られたMOD（通称CompMOD）には、半分オフィシャルとなっている物も多くある。例えばid Software主催で行われるQuakeCon 2007内で行われたオフィシャルイベント「Quake Quad Damage Tournament」では『QuakeII』で『OSP』、『QuakeIII:Arena』で『CPMA』、『Quake4』で『Q4MAX』が使われた。
このシステムは、ゲーム製作に興味がある（才能のある）一般ユーザーをゲーム業界に引き入れる、一種の人材育成機能ともなっている。例えば、EPIC GAMES社の社員の3割はMODコミュニティ出身であるという。現在Valve名義で発売されている『Team Fortress Classic』のスタッフは、元々初代『Quake』のMODとして『Team Fortress』を製作した人たちであったが、そのゲーム性にValve社長であるゲイブ・ニューウェルが惚れ込み、Valveにスカウトされたと言う実績もある。同じような事例は卒業研究としてSourceエンジンを使って作られたゲームをリファインし、『Portal』として発売した例もある。また、『Red Orchestra: Ostfront 41-45』を発売しているTripwire Interactive社に至っては、EPIC GAMES主催のUnreal Tournament 2004 MODコンテストで優勝し、賞金とエンジン使用権を得たことをきっかけとして会社が設立されている。
また、製作用のツールが公開されていない場合でも個人の有志が勝手に編集ツールを開発して強制的にModを製作するというケースもある。ただし製品の利用規約によってはゲームシステムの改造（リバースエンジニアリング）を禁止しているケースもある。ただしこれは利用規約上の制約であって、基本的に違法性は無い。
また、そうした「認められていないMod製作」を規約上は禁止していても、摘発や警告には無駄な労力が伴うし、上記のように法的拘束力はあまり望めず、また「器の小さな企業」などというイメージ定着等の要素から、ほとんどは黙認状態になっている。

## 日本とFPS

### 日本製のFPS
ほとんどが欧米製だが、『コーデッドアームズ』など純日本製の作品が一部にある。また、日本製の場合FPSに近い視点の物はロボットアクションゲームに多い。
以下は日本製FPSまたは、FPSに近い視点の日本製ゲーム。
- ゾイド 中央大陸の戦い
- ゾイド2 ゼネバスの逆襲
- ライサンダー
- エキスパート
- 機動戦士Ζガンダム・ホットスクランブル
- ザ・スーパースパイ
- 鉄人 (ビデオゲーム)
- 機動戦士ガンダム
- 機動戦士ガンダム外伝 THE BLUE DESTINY
- 機動戦士ガンダム外伝 コロニーの落ちた地で…
- ガンダム オペレーショントロイ
- 機動戦士ガンダム MS戦線0079
- ガンバスター (アーケードゲーム)
- CODED ARMS
- 攻殻機動隊 STAND ALONE COMPLEX -狩人の領域-
- タイムクライシス4
- ガンサバイバーシリーズ ※3までムービー以外は全てこの方式
- X operations
- MADSECTA
- アルフール小国物語
- バイオハザード7 レジデント イービル
- バイオハザード ヴィレッジ
- THE サバイバルゲーム
- THE 日本特殊部隊 〜凶悪犯罪列島24時〜
- THE サバイバルゲーム2
- アウトトリガー
- サイバーダイバー
- The Citadel
- Ghostwire: Tokyo
- ガンダムエボリューション

### 日本のFPSプロゲーマー
日本で初めてゲームを職業にするプロチームを輩出したジャンルとも言われている。詳しくはプロゲーマーを参照。

### 日本での人気
日本の銃規制の厳しさや狩猟人口、陸軍軍人（日本においては陸上自衛隊）人口の少なさ、マイルドな表現や前述のアニメ調のデザインを好み、グロテスクな表現やリアル調のデザインを好まない日本人の嗜好、日本でのPCゲームやマニア向けゲームの人気の低さ、FPSのノウハウを持つ日本のゲームメーカーが少ない等の影響があってか日本でのFPSの知名度はいま一つとなっている。特に家庭用FPSがほとんどなかった1990年代が顕著で、1997年に発売され、当時としては日本で最も売れたFPSである『ゴールデンアイ 007』（NINTENDO 64版）でさえ3万本程度しか売れていなかった。
しかし、時代の流れとともに日本でのFPSの知名度は上昇しており、2000年の『パーフェクトダーク』は10万本近くを売り上げており、近年では特に『コール オブ デューティシリーズ』が40万～50万本程度売れるようになっている。それでも、世界最大のFPS市場を誇る北米と比較しても日本のFPS市場は小さいままである。

## FPSの軍事利用
FPSはプログラムの方法によっては訓練シミュレーターとしても有効であり、一部では訓練用プログラムの一部としてこのジャンルのソフトウェアを取り入れている国や軍隊も存在する。
1985年に創業したNovaLogic社はパソコン黎明期よりリアリティ重視のアーミー・FPSやフライト・戦車シミュレーションで有名であるが、創業者が元軍人である。その実績から1999年にはアメリカ軍から発注するためのNovaLogic Systems Inc.という別会社を立ち上げ、兵士のための訓練用模擬シミュレータを提供している。

## その他
FPSのパズルシーン
FPSでは単に敵が出てきて銃撃を繰り返すだけではなく、特定の場所を狙撃してスイッチを作動させたり、箱などを引きずってきてそれを足場に普通届かないところにジャンプするといった、アクションパズルのシーンが含まれているものもある。
これは隠しアイテムを手に入れたり、隠しステージへ行くための手段としてそのようなパズルシーンが仕込まれていたり、ゲーム本編そのもので、謎を解かなければ先に進めないといった物もある（初代『QUAKE』が良い例である）。しかしパズルシーンはゲームのテンポを停滞させることもあり、嫌う人も多い。一方で、ここ最近ではそのパズルを解くという事だけを純粋に求めた作品なども登場している（『Portal』）。
FPSが脳に与える影響
2017年8月8日、Molecular Psychiatry誌に掲載された研究によると、FPSを含むアクションゲームが海馬体の萎縮を引き起こすことが明らかになった。神経学者のシモーネ・キューンは、アクションゲームに対する大きな警告とは決して解釈していないと述べている。

## 代表的作品のリスト
FPSというジャンルに大きな影響を与えたFPSの代表的作品を表記する。
なお、FPSは単体で発展したものではなく、3D RPG、ロボット・飛行機・戦車搭乗シミュレーション、サード・パーソン・アドヴェンチャーなどと相互発展しており、FPS以外からも大きな影響を受けているが、それについてはここには挙げない。

### 1990年代
Catacomb 3-D
1991年、id softwareの作品。FPSの原型となった。地下墓地内で死霊やゾンビと戦うホラーFPS。武器（聖なる光を発する自分の手）がゲーム中央に示され、下段には顔が表示されている。ダメージを受けると顔がだんだん骸骨になるなど、『Wolfenstein 3D』から『QUAKE』までの要素がすでに確立されている。
Wolfenstein 3D
1992年、id softwareの作品。FPSの始祖といわれる原初のFPS。連合軍最強の兵士となり、ナチス兵、改造人間たちと戦う。軍用犬と戦うこともあり、犬を撃つことが残酷であるとして動物愛護団体から訴えられるなど当時から議論をかもした。インターネット普及以前の作品ながら電話回線を使って通信対戦も出来るなど、全てが画期的であった。映画『ザ・インターネット』 （The Net）でも登場した。
DOOM
1993年、id softwareの作品。FPSの知名度を上げた始祖的作品の一つ。インターネットの普及していなかった日本ではフロッピーディスク、CDによるリリースだったが、インターネットの普及していた国々では、ダウンロード販売という画期的な販売方法で爆発的人気を得た。3DCGの技術研究がさかんになるきっかけになった。
Duke Nukem 3D
1996年、3drealms社の代表作。FPSにギャグ、パロディをちりばめ、1996年の最高傑作FPSとして世界的大ヒットとなった。『DOOM』では考えられなかった上下左右の動きを実現。また、起爆装置つき爆弾などの「罠」も仕掛けることが出来るなど、シューティングだけではない戦略性も生み出し、後続のFPSが生まれる原動力ともなった。絶妙なゲームバランスと超巨大ボスキャラなど、後のFPSに大きな影響を与えた。
Quake
1996年、id softwareの作品。三大FPSの一つ、『DOOMシリーズ』の後継作品であり現代3D FPSの始祖。ゲームエンジンは3Dfx社の協力を得て開発された。
ゴールデンアイ 007
家庭用専用、日本でFPSの知名度を上げた作品の一つ。
Rainbow Six
1998年、トム・クランシー原作の小説、およびビデオゲーム作品。小説と各ゲームシリーズでは、世界・設定は共通するがオムニバス形式での物語的繋がりが薄い物が多い。また現在では小説よりも、多くのシリーズ化・機種展開を果たしたゲーム版の知名度が高く、単に"Rainbow Six"と言った場合にはゲーム版を指すことが多い。ゲーム版は、Windows専用ソフトとしてシリーズ第一作が1998年に小説と同時に発売され、日本国内向けに様々な代理店から日本語マニュアル付き英語版として発売された。その後各種コンシューマに移植されるなど人気シリーズとなった。
Delta Force
1998年、NovaLogic社。現実の現代の戦争を扱ったミリタリーFPSの嚆矢。1985年から戦車や戦闘ヘリのフライトシミュレーターなどのミリタリーゲームで評判の高かった同社だが、人間が活躍するFPSは本作が初めての発表となる。独自のゲームエンジンvoxel based rendering systemはビデオチップのハードウェアレンダリングを使用しないため比較的低性能のビデオチップでも描画可能だが、逆に高性能ビデオチップでも描画速度はあまり変わらず全体的にややもっさりした動作が特徴。また、画質も同時期のゲームと比べ美麗とはいえず、銃声などにもリアル感を求めている為、非常に地味である。リアル志向の同社らしく、各ミッション中のセーブは出来ない。さらに敵の放つたった一発の銃弾でも当たり所が悪いと即死する。後の『メダル・オブ・オナー』、『バトルフィールド1942』等の近代戦争、現代戦争ものFPSの開発ラッシュの起爆剤となった。
Unreal
1998年、Epic MegaGames、Digital Extremes、GT Interactiveの作品。三大FPSの一つ。未知の異星を冒険していくバーチャルリアリティFPSの名作。後継の『Unreal Tournament』は完全なスポーツ系FPSであり、その系統の代表的作品となった。
SiN
1998年、Ritual Entertainmentの作品。Quake2エンジンを使い、『HALF-LIFE』に先駆けて映画のようなストーリーとアドベンチャー・ゲーム的要素も盛り込んだ事で発売前から大変な話題作であった。戦闘時、敵の防弾服からむき出しの部分を狙わないと大きなダメージを与えられないなど、当時としては画期的なシステムを導入している。ゲーム自体の評価は非常に高かったが、開発が遅れに遅れ、初期版はバグが多いなど不遇を囲った作品。
HALF-LIFE
1998年、Valve Software。三大FPSの一つ。FPSにストーリー性を持たせた金字塔的作品。
Thief
1999年、アイドス社。ステルス系FPSの元祖的存在。過去のSiN等の作品にもステルスが重視されるステージはあったが、本作では主人公がファンタジー世界の盗賊ということから、全編ステルスという当時としては画期的な作品。後の『The Operative: No One Lives Forever』などのスパイものの原点になった。

### 2000年代
Counter-Strike
2000年、Valve Softwareから発売されたゲーム。元々は『HALF-LIFE』のMOD。あらゆるジャンルで世界で最もプレイヤーの多かった対戦ゲームとしても有名。
Serious Sam
2001年、Croteam。幻想的で美麗な古代文明のグラフィック、『Duke Nukem』を髣髴させるマッチョなサムのキャラクターも話題となった。広大なステージの中、画面に溢れんばかりに登場する膨大な数の敵を豪快にひたすら撃ちまくる、爽快感を重視したFPSの原点に戻った作品。既存メーカーがストレスが溜まるばかりになったFPSを反省し、原点に帰るきっかけとなった。『Painkiller』、『Will Rock』など同系統の作品も数多く生まれる元になった。
Halo: Combat Evolved
2001年、マイクロソフト傘下のバンジー・スタジオから発売されたゲーム。体力の自動回復、照準が敵に重なった時の赤表示、ダメージを受けたときの方向表示、武器二丁制、チェックポイントシステム、家庭用ゲーム機のコントローラーの左スティックで移動し右スティックで照準など、後のFPSのデファクトスタンダードになるシステムを作り上げた作品。2003年にWindows版もリリースされている。2007年には、家庭用ゲーム機専用で発売された『Halo 3』がFPSで史上初の販売本数1000万本を突破した。
HALF-LIFE 2
2004年、Valve Softwareから発売されたゲーム。ゲーム全般のグラフィックス品位を大きく引き上げた作品の一つ。
Team Fortress 2
2007年、Valve Softwareから発売されたクラスベースのFPS。『バトルフィールド1942』や『Team Fortress Classic』の突撃兵や衛生兵などの特定の役割を持つ兵科にコミカルなプレアブルキャラクターを加えた。『オーバーウォッチ』に多大な影響を与えた作品であり、YouTubeで公開されたプレアブルキャラクターのバックストーリーを描く短編アニメは、「ヒーローシューター」のジャンルを確立する上で影響力のあるものだった。
Crysis
2007年、Crytek。高度なグラフィックスでゲームの映像品位を引き上げた作品の一つ。
Borderlands
2009年、Gearbox Softwareから発売されたゲーム。「ルーターシューター」（Looter Shooter）や「ルートシューター」（Loot Shooter）と呼ばれるサブジャンルの元祖。武器や防具を拾い集めるRPGの要素を取り入れたFPS。続編の『Borderlands 2』が大ヒットし、『Destiny』シリーズやTPSのルーターシューターが登場した。
バトルフィールドシリーズ
FPSとして特に知名度の高い作品の一つ。初心者でも兵器の修理や味方の支援等の行為でチームに貢献できるシステムが人気を博し、ライトユーザー向けFPSの牽引役となった。
コール オブ デューティシリーズ
3社が交代でこのシリーズを開発し、毎年新作を発売している。FPSの中で最も作品数が多く、全世界で1000万本以上を売り上げた作品も多数存在する。